# 内布拉特
50°41′45″N 29°56′48″E / 50.69583°N 29.94667°E
內布拉特（烏克蘭語：Небрат）是位於烏克蘭北部的村莊，由基辅州布恰区的博罗江卡市镇負責管轄。該村面積20平方公里，海拔高度148米，2001年人口231，人口密度每平方公里11.6人。